# Zbor planat
Zbor planat este un film românesc din 1980 regizat de Lucian Mardare. Rolurile principale au fost interpretate de actorii Gabriel Oseciuc, Gheorghe Nuțescu, Monica Bordeianu.

## Distribuție
Distribuția filmului este alcătuită din:
- Romica Puceanu — Cântăreața
- Gheorghe Nuțescu — George
- Gheorghe Șimonca — Florian
- Maria Ploae — Margareta
- Doru Zaharia — Tucă
- Ștefan Velniciuc — Vișan
- Gabriel Oseciuc — Nelu Baronul
- Monica Bordeianu — Mariana
- Cristian Ieremia — Costică
- Vasile Muraru — Vasile
- Elisabeta Adam — Fănica
- Augustin Brânzaș — Ion

## Primire
Filmul a fost vizionat de 1.295.715 spectatori în cinematografele din România, după cum atestă o situație a numărului de spectatori înregistrat de filmele românești de la data premierei și până la data de 31 decembrie 2014 alcătuită de Centrul Național al Cinematografiei.